# 1982 en Italie
Chronologie de l'Italie
- 1978
- 1979
- 1980
- 1981
- 1982
- 1983
- 1984
- 1985
- 1986

1980 en Europe - 1981 en Europe - 1982 en Europe - 1983 en Europe - 1984 en Europe

## Événements
- 9 janvier : arrestation à Rome Giovanni Senzani, l'un des principaux chefs des Brigades rouges[1].
- 28 janvier : le NOCS libère à Padoue le général James L. Dozier (en) et arrête cinq membres des Brigades rouges[2].

- 1er février : création de Radio Deejay à Milan[3].

- 5 mars : Alessandro Caravillani, un étudiant de dix-sept ans, est tué à Rome lors d'une fusillade entre la police et des terroristes néo-fascistes des Noyaux armés révolutionnaires[4].

- 14 avril : ouverture du procès des assassins de Moro. 32 peines d’emprisonnement seront prononcées (24 janvier 1983)[2].
- 30 avril : assassinat en plein jour du député communiste Pio La Torre à Palerme. Le Président du Conseil italien Giovanni Spadolini nomme le général Dalla Chiesa coordonnateur des opérations anti-mafia[5].

- 18 juin : le corps pendu de Roberto Calvi, impliqué dans le scandale de la Banco Ambrosiano, est retrouvé à Londres sous le Blackfriars Bridge[6].
- 19 juin : double meurtre à Montespertoli, près de Florence, de Paolo Mainardi et Antonella Migliorini, par le monstre de Florence[7].

- 22 juillet : la France, puis l’Italie (24 juillet) , le Royaume-Uni (3 août) et l’Allemagne, soutenus par la CEE (12 août), refusent de suivre l’embargo américain sur l’Union soviétique[8].
- Juillet : procès des chefs d’« Autonomie ouvrière » (Autonomia Operaia). Soixante-douze inculpés, dont Toni Negri et Oreste Scalzone.

- 7 août : privé de l’appui des socialistes, Giovanni Spadolini démissionne. Ayant pu s’assurer à nouveau leur adhésion, il forme un deuxième gouvernement (23 août)[9]. La coalition se divise par des désaccords entre démocrates-chrétiens et socialistes.

- 3 septembre : assassinat par la Mafia du général Dalla Chiesa et de sa femme à Palerme. À la suite de cet assassinat, le parlement adopte la première loi nationale anti-Mafia. Cette loi criminalise l'appartenance de toute personne à une organisation liée à la Mafia[5].
- 13 septembre : loi Rognoni-La Torre, vote d’une législation spéciale contre la mafia[10].

- Septembre-octobre : arrestation de membres des Brigades rouges à Naples (Vittorio Bolognesi en septembre et Natalia Ligas le 14 octobre) et à Milan (Suzanna Ronconi, 1er novembre). 3 600 terroristes ou supposés tels sont en prison à la fin de l’année. Parmi eux 355 repentis et 378 « dissociés » (ceux qui renoncent à la lutte sans collaborer avec la police)[11].

- 9 octobre : attentat de la Grande synagogue de Rome[12].

- 13 novembre : Spadolini doit démissionner[9].

- 11 décembre : le démocrate-chrétien Amintore Fanfani, président du Sénat, forme un gouvernement de coalition sans la participation des républicains[9]. Le programme de Fanfani est de réduire l’inflation à 13 % et le déficit budgétaire.

- Début du bradyséisme de Pouzzoles (le phénomène dure jusqu'en 1984)[13].

## Économie
- Récession en Italie : -0,5 % de croissance. Le patronat demande la suppression de l’échelle mobile des salaires (Scala mobile) pour lutter contre l’inflation. La lire est dévaluée (2,75 %). Le déficit budgétaire atteint 70 000 milliards de lires (15,5 % du PNB). Celui de la balance des paiements 6 000 milliards, celui de la balance commerciale le double. 16,2 % d’inflation. La part des dépenses publiques atteint 53,7 % du PNB. Mesures budgétaires alourdissant la fiscalité (Cotisations sociales, TVA, taxe sur les produits pétroliers) de 12 400 milliards de lires.

## Culture

### Cinéma
- 19 juin : 27e cérémonie des David di Donatello.

#### Films italiens sortis en 1982
- 15 octobre : Sesso e volentieri (Les Derniers Monstres), film de Dino Risi
- 21 octobre : Identificazione di una donna (Identification d'une femme), film de Michelangelo Antonioni
- 22 décembre : Amici miei atto II (Mes chers amis 2), de Mario Monicelli

#### Mostra de Venise
- Lion d'or d'honneur : Alessandro Blasetti, Frank Capra, George Cukor, Jean-Luc Godard, Sergej Yutkevic, Alexander Kluge, Akira Kurosawa, Michael Powell, Satyajit Ray, King Vidor, Cesare Zavattini, Luis Buñuel
- Lion d'or : L'État des choses (Der Stand der Dinge) de Wim Wenders
- Coupe Volpi pour la meilleure interprétation féminine : non décerné
- Coupe Volpi pour la meilleure interprétation masculine : non décerné

### Littérature

#### Livres parus en 1982
- Aracoeli, roman d'Elsa Morante (Einaudi) ;
- Il migliore dei mondi impossibili, de Pietro Citati ;
- Actes impurs (Amado mio), roman publié à titre posthume de Pier Paolo Pasolini ;
- Maintenant ou jamais (Se non ora, quando ? ), roman de Primo Levi ;

#### Prix et récompenses
- Prix Strega : Goffredo Parise, Sillabario n. 2 (Mondadori)
- Prix Bagutta : Vittorio Sereni, Il musicante di Saint-Merry, (Einaudi)
- Prix Campiello : Primo Levi, Se non ora quando? (Einaudi)
- Prix Napoli : Gian Antonio Cibotto (it), Stramalora (Marsilio)
- Prix Stresa : Marcello Venturi, Sconfitti sul campo, (Rizzoli)
- Prix Viareggio : Primo Levi, Se non ora, quando? (Einaudi)

## Naissances en 1982
- 25 janvier : Noemi, chanteuse
- 11 mai : Mauro Facci, coureur cycliste.
- 27 septembre : Piergiorgio Pulixi, écrivain, auteur de romans policiers et de romans noirs.

## Décès en 1982
- 23 mai : Vincenzo Baldazzi (surnommé « Cencio », 94 ans, homme politique antifasciste et résistant. (° 25 octobre 1888)
- 8 juillet : Isa Miranda (Ines Isabella Sanpietro), 73 ans, actrice, prix d'interprétation féminine au Festival de Cannes, en  1949. (° 5 juillet 1909)
- 14 juillet : Giuseppe Prezzolini, 100 ans, journaliste, écrivain et éditeur. (° 27 janvier 1882)
- 22 août : Giorgio Abetti, 99 ans, astronome. (° 5 octobre 1882)
- 3 septembre : Carlo Alberto dalla Chiesa, 61 ans, général des Carabiniers, résistant et préfet engagé dans la lutte antimafia, assassiné sur ordre de Toto Riina. (° 27 septembre 1920)
- 8 octobre : Giovanni Breviario, 90 ans, chanteur lyrique (ténor). (° 27 novembre 1891)
- 16 octobre : Mario Del Monaco, 67 ans, chanteur d'opéra. (° 27 juillet 1915)
- 19 octobre : Gian Paolo Callegari, 73 ans, journaliste, écrivain, scénariste et réalisateur. (° 7 mars 1909)
- 26 octobre : Giovanni Benelli, 61 ans, cardinal, archevêque de Florence. (° 12 mai 1921).